# أندرو بيغز
أندرو بيغز (بالتايلندية: แอนดรูว์ บิ๊กส์)‏ (بالإنجليزية: Andrew Biggs)‏ هو صحفي تايلاندي وأسترالي، ولد في 12 سبتمبر 1962 في بريزبان في أستراليا.